# Viskan
Viskan ist der nördlichste der vier großen Flüsse an Schwedens Westküste.
Das 140 km lange Gewässer ist der Abfluss des Sees Tolken, der westlich von Ulricehamn liegt. Der Fluss fließt durch Borås und nimmt danach die Flüsse Häggån, Surteån und einige weitere auf. Etwa 15 km vom Zentrum Varbergs entfernt mündet der Fluss in das Kattegat. Seit 1880 gibt es eine Eisenbahnlinie, Viskadalsbanan, die zu großen Teilen dem Fluss folgt.
Die Wasserkraft des Viskan ermöglichte früher die Anlage mehrerer Webereien, was die wirtschaftliche Entwicklung der Region positiv beeinflusste.